# Osorkon III
Pour les articles homonymes, voir Osorkon.
Osorkon III est d'abord grand prêtre d'Amon pendant une longue période, d'abord sous le règne de son père Takélot II puis en opposition à Pétoubastis Ier puis Sheshonq IV, avant de devenir roi de la Haute-Égypte pendant la XXIIe dynastie vers 791 à 769 avant l'ère commune. Il succède à Sheshonq IV après avoir conquis Thèbes à son adversaire et précède son fils Takélot III[réf. incomplète]. Sous son règne, il se produisit une crue exceptionnelle du Nil, qui inonda une partie de Thèbes, dont le temple d'Amon.

## Généalogie
Osorkon est le fils du roi Takélot II et d'une reine nommée Karomama. Avec la reine Tentsai, il a son successeur Takélot III tandis qu'avec la reine Karôadjet, il a la divine adoratrice d'Amon Chepenoupet Ire (divine adoratrice d'Amon) et son deuxième successeur Roudamon. D'autres enfants sont connus : Irtybastet, qui épouse son frère Takélot, et Djedptahiouefânkh, chef des pays étrangers, probablement à Éléphantine pour gérer les relations avec le royaume de Koush.

## Biographie

### Contexte
Avant même la fin du règne d'Osorkon II, l'un de ses présumés petit-fils, Takélot  II, alors grand prêtre d'Amon à Thèbes, se proclame roi de Haute-Égypte vers 834 AEC et laisse son poste de grand prêtre d'Amon à Horsaïset II, petit-fils présumé d'Horsaïset Ier. Puis Sheshonq III, présumé fils d'Osorkon II (si Sheshonq III appartient incontestablement à la famille royale, le lien exact avec Osorkon II est inconnu), est couronné roi à Bubastis vers 830 AEC à la suite de ce dernier. Commence alors une lutte entre les deux factions. Sheshonq III lance une politique énergique visant à reprendre en main la Haute-Égypte, il sera d'ailleurs reconnu en l'an VI de son règne à Thèbes sur une inscription nilométrique du quai du temple de Karnak sur laquelle il est associé au grand prêtre d'Amon Horsaïset II. Sheshonq III semble donc avoir joué des rivalités entre Takélot II et Horsaïset II pour s'imposer dans cette région. En réaction et dans des circonstances obscures, Takélot II fait remplacer Horsaïset II par son fils Osorkon (le futur Osorkon III), et ce avant l'an XI de son règne (en effet, une révolte thébaine éclate contre Takélot et Osorkon pendant les années 11 et 12 du règne de Takélot). C'est avec cette révolte qu'entre en lice un certain Pétoubastis Ier (ou Padibastet), présumé frère d'Horsaïset II et qui se proclame aussi roi tout en soutenant ce dernier en tant que grand prêtre d'Amon. Se met en place ainsi trois camps : Sheshonq III en Basse-Égypte et les duos Takélot II-Osorkon III et Pétoubastis Ier-Horsaïset II pour le contrôle de la Haute-Égypte.

### Grand prêtre d'Amon
La révolte des ans XI et XII contre Takélot II et son fils le grand prêtre d'Amon Osorkon ne semble toutefois pas fonctionner car si Pétoubastis Ier se proclame roi, Takélot II reste reconnu à Thèbes jusqu'en l'an XV. Pétoubastis Ier a dû s'installer ailleurs, pendant cette période avant de revenir plus tard. En effet, une deuxième révolte, soutenue par les élites thébaines, éclate à Thèbes en l'an XV (soit l'an XI de Sheshonq III et l'an IV de Pétoubastis Ier), ceci associé à l'alliance momentanée entre Sheshonq III et Pétoubastis Ier permet de vaincre Takélot II et Osorkon. Pétoubastis réinstalle donc Horsaïset II comme grand prêtre d'Amon tandis que Takélot et Osorkon se réfugient dans un lieu inconnu. L'alliance a dû durer un certain temps car une première inscription sur le quai de Karnak montre ces deux rois avec le grand prêtre Horsaïset II et une seconde inscription sur le Xe pylône de Karnak indique que le général Pasedbastet, fils de Sheshonq III, a restauré ce pylône tout en s'associant avec Pétoubastis. La Moyenne-Égypte était également soumise aux aléas politiques, car Héracléopolis, verrou stratégique entre la Haute et la Basse-Égypte, a reconnu à un moment donné Pétoubastis comme roi alors que la ville était auparavant sous domination bubastite. La domination de Pétoubastis sur la Thèbes ne dure qu'environ une décennie car Takélot II et son fils Osorkon dominent à nouveau Thèbes en l'an XXIV de Takélot.
Toujours est-il qu'à la mort de Takélot II en l'an XXVI de son règne, c'est un certain Ioupout Ier, autre membre de la famille royale (un fils d'Osorkon II ou de Pétoubastis Ier ?), qui lui succède et non le fils de Takélot, le grand prêtre d'Amon Osorkon. Ce règne durera a minima douze ans. Si certains pensent que Ioupout Ier et Pétoubastis Ier étaient alliés sur la base d'une inscription nilométrique sur laquelle les deux rois sont mentionnés (l'an II de Ioupout correspondant à l'an XVI de Pétoubastis), ceci n'est pas certain. C'est alors qu'Osorkon s'allie à Sheshonq III, probablement parce que Pétoubastis menaçait le pouvoir de Shéshonq. Ainsi, de l'an XXII à l'an XXV de son règne, Osorkon est rétabli comme grand prêtre d'Amon à Karnak sous la suzeraineté toute théorique de Sheshonq III. En effet, en l'an XXV du règne de Sheshonq III (c'est-à-dire l'an XVIII du règne de Pétoubastis), Osorkon est chassé de la ville par une troisième révolte soutenue par Pétoubastis qui rétablit une fois de plus Horsaïset II au poste de grand prêtre d'Amon. En l'an XXVII du règne de Sheshonq III, Osorkon revient à nouveau à Thèbes en conquérant la ville à l'aide d'une flotte venue du sud et reste au poste de grand prêtre d'Amon jusqu'en l'an XXIX du règne de Sheshonq III (c'est-à-dire l'an XXII du règne de Pétoubastis). En effet, Pétoubastis reconquiert la ville à l'aide de ses troupes.
L'année suivante, en l'an XXIII du règne de Pétoubastis, un certain Takélot dont rien n'est connu (peut-être un fils d'Horsaïset II) est reconnu grand prêtre d'Amon à Thèbes. Pétoubastis disparaît peu après et un certain Sheshonq IV lui succède. Peu de choses sont connues de lui. Toujours est-Il qu'Osorkon revient une dernière fois à Thèbes et rétablit définitivement son autorité contre Sheshonq IV et le grand prêtre Takélot pour devenir le roi Osorkon III, cet évènement se déroule en l'an XXXIX du règne de Sheshonq III et l'an VI du règne de Sheshonq IV. Après cet évènement, le pays est séparé en deux et plus jamais un roi bubastite de la dynastie ne sera reconnu à Thèbes.

### Règne
Osorkon se proclame roi peu après la reconquête de Thèbes. Son règne est semble-t-il calme. Il est attesté jusqu'au nord d'Hermopolis, ainsi il n'est pas certain qu'Héracléopolis, verrou stratégique entre le nord et le sud, ait fait partie de son royaume. Il nomme son fils Takélot, le futur Takélot III, comme grand prêtre d'Amon et un autre fils, Djedptahiouefânkh, comme chef des pays étrangers du sud, probablement pour gérer depuis Éléphantine (limite sud de son royaume) les relations avec le royaume de Koush alors en plein essor. De plus, sa fille Chepenoupet Ire est nommée divine adoratrice d'Amon vers 765 AEC, elle inaugure une lignée de divines adoratrices au rayonnement bien supérieur à celles qui l'ont précédée. Le roi, à la fin de son règne, octogénaire, règne en corégence avec son fils Takélot III pendant cinq ans.